# شبدر بوته‌ای
شبدر بوته‌ای (نام علمی: Lespedeza) نام یک سرده از زیرخانواده باقالی‌ها است.